# Salvatore (Paky)
Salvatore è il primo album in studio del rapper italiano Paky, pubblicato l'11 marzo 2022 dalla Island Records.

## Tracce
1. Intro – 2:50
2. 100 uomini – 2:04
3. Blauer – 2:55
4. No Wallet (feat. Marracash) – 2:02
5. Pascià – 2:02
6. Auto tedesca – 2:39
7. Star (feat. Shiva) – 3:01
8. Salvatore – 3:33
9. Quando piove – 2:44
10. Vivi o muori (feat. Guè) – 3:04
11. Vita sbagliata – 3:13
12. Comandamento (feat. Geolier) – 3:09
13. Giorno del giudizio (feat. Luchè & Mahmood) – 2:50
14. Mi manchi – 3:06
15. Storie tristi (con Night Skinny) – 2:47
16. Mama I'm a Criminal – 2:50
17. Bronx – 1:44

Tracce bonus nell'edizione Salvatore vive
1. Tirana (feat. Finem) – 2:37
2. Salvatore vive – 0:23
3. Belen – 2:15
4. Sharm El Sheikh – 2:05
5. La bellavita (feat. Jul) – 3:14
6. Onore e rispetto – 3:12

## Classifiche

### Classifiche settimanali
| Classifica (2022) | Posizione massima |
| ----------------- | ----------------- |
| Italia            | 1                 |

### Classifiche di fine anno
| Classifica (2022) | Posizione |
| ----------------- | --------- |
| Italia            | 7         |
| Classifica (2023) | Posizione |
| Italia            | 38        |